# Macromia berlandi
Macromia berlandi – gatunek ważki z rodziny Macromiidae. Występuje w południowych i południowo-wschodnich Chinach (w tym na wyspie Hajnan) oraz w północnym Wietnamie. W 2024 roku Yu i inni zsynonimizowali ten takson z Macromia cupricincta, ale w 2025 roku Kosterin i inni na podstawie badań filogenetyki molekularnej uznali go za podgatunek Macromia cupricincta.